# Франсуа Клуе
Франсуа Клуе́ (фр. François Clouet; бл. 1515—22 грудня 1572) — французький художник, представник Північного відродження. Мав прізвисько «Жане».

## Життєпис
Син відомого французького художника Жана Клуе. Про молоді роки мало відомостей. Знання у малярстві отримав від батька, тривалий час працював в його майстерні. У 1541 році після смерті батька успадкував його посаду придворного художника короля Франції Франциска I, потім Генріха II, Франциска II, Карла IX. Зазнав значного впливу Ганса Гольбейна Молодшого.
Франсуа Клуе керував великою майстернею, де його ескізи втілювалися в мініатюрах, емалях і великих декоративних композиціях для оформлення придворних свят. Знімав посмертні маски (Франциска I і інших членів династії Валуа).
Його творчість відзначена лише кількома згадками в документах: в 1552 він прикрасив вензелями та півмісяцями скриню, зроблений Сібеком де Карпі; в 1568 він перебував на службі у Клода Гуффі та його дружини, Клод де Боні; в 1570—1572 йому оплатили роботу над двома прапорами для труб короля і зброєю. У 1572 він виконав мініатюрний портрет іспанської королеви. Нарешті, в останній раз його ім'я згадано як консультанта по монетах.

## Творчість
Його мистецтво поєднувало в собі різні методи впливу — італійське, фламандське і німецьке. Портрети являють собою чудовий приклад вишуканого придворного мистецтва Франції XVI ст.
Його спадщина включає велику кількість підготовчих малюнків (переважно погрудних, виконаних олівцем, іноді трохи підфарбованих сангиною або кольоровими олівцями), а також ряд живописних портретів, у тому числі Карла IX (1561, Музей історії мистецтв, Відень), аптекаря П. Кюта (1562, Лувр, Париж) і Єлизавети Австрійської (1571, там само). Всім цим роботам, ретельно виконаним, притаманний класично-ренесансне спокій і прозора духовна ясність художнього ладу. В його міфологічних жіночих образах, алегоріях і жанрових сюжетах, де портретність завуальована («Жінка, що купається», бл. 1571, Національна галерея мистецтва, Вашингтон, та інші), зростають маньєристичні риси — еротизм і гротеск.
Працюючи при дворі понад 30 років, Франсуа Клуе часто зображав одних і тих же людей. Прикладом може служити серія портретів короля Карла IX, якого Клуе малював багато разів, починаючи з дитинства і майже до самої смерті.
Малюнки Франсуа Клуе більш складні за технікою, ніж малюнки його батька. Вони тонко описують моделі, підкреслюючи вираз обличчя («Портрет Маргарити Французької в дитинстві», Шантійї, музей Конде). Клуе приділяв багато уваги деталям костюма, передачі фактури різноманітних матеріалів. Його характеристики гострі й точні, вони розкривають людини набагато повніше і глибше, ніж всі дослідження істориків.
Пізня творчість Клуе близька до другої художньої школі Фонтенбло. Його роботи цього періоду відрізнялися насиченістю кольору і підкресленням величавості людини, зображеного на картині.
Клуе був високо оцінений королевою Катериною Медічі, яка збирала його малюнки (551 малюнок вона передала своїй онучці Кристині Лотаринзькій; велика частина нині зберігається в Шантійї, музей Конде).
Таланту Клуе присвячували захоплені рядки такі поети, як Ронсар і дю Беллі. Ронсар, зокрема, описав втрачене твір із зображенням оголеної коханої художника. Завдяки цьому Клуе можна приписати жанрові картини в Національній галереї у Вашингтоні.

## Послідовники
Вплив живопису Клуе у Франції і за кордоном було величезним, особливо в області портрету і жанрових сцен. Він очолював майстерню, в якій працювали художники, нині майже невідомі (Жак Патен, син Жана Патена, співробітника Жана Клуе і Симон Леруа). У майстерні виготовлялися копії створених ним портретів. Це сприяло поширенню мистецтва майстра по всій Європі.

## Найвідоміші картини
- «Портретний малюнок Карла IX», 1566, Ермітаж, Санкт-Петербург.
- «Портрет десятирічного Франциска II», бл. 1553, Національна бібліотека, Париж.
- «Кінний портрет Франциска I», 1540, дерево, олія, Галерея Уффіці, Флоренція.
- «Купання Діани», 1559—1560, Музей образотворчих мистецтв, Руан.
- «Портрет аптекаря П'єра Кюта», 1562, дерево, олія, 91 x 70 см, Лувр, Париж.
- «Портрет Марії Стюарт», 1561, Единбург.
- «Портрет Генріха III, герцога Ангулемського», Державні музеї Берліна.
- «Портрет Генріха II», Галерея Уффіці, Флоренція.
- «Портрет Єлизавети Австрійської», 1571, дерево, олія, 36 x 26 см, Лувр, Париж.
- «Портрет Генріха II», полотно, олія, Палаццо Пітті, Галерея Палатина, Флоренція.
- «Портрет Карла IX», 1561, дерево, олія. 25 x 21 см, Музей історії мистецтв, Відень.
- «Портрет Маргарити Французької в дитинстві», 1560, Музей Конде, Шантійї.
- «Туалет дами. Портрет Діани де Пуатьє», бл. 1571, дерево, олія, 92 x 81 см, Національна галерея мистецтва, Вашингтон.